# 延文
延文 (えんぶん、旧字体：延󠄂文󠄁)は、日本の南北朝時代の元号の一つ。北朝方にて使用された。文和の後、康安の前。1356年から1361年までの期間を指す。この時代の天皇は、北朝方が後光厳天皇。南朝方が後村上天皇。室町幕府将軍は足利尊氏、足利義詮。

## 改元
- 文和5年3月28日（ユリウス暦1356年4月29日） 兵革による改元
- 延文6年3月29日（ユリウス暦1361年5月4日） 康安に改元

## 延文期におきた出来事
3年
- 10月、新田義興が武蔵国矢口渡で謀殺される。細川清氏が室町幕府執事となる。
- 12月、足利義詮が征夷大将軍に任命される。

4年
- 4月、九州で少弐頼尚が北朝方に帰服する。
- 11月、関東執事（関東管領）の畠山国清が鎌倉から上洛し、12月には義詮とともに南朝征討に加わる。

5年
- 5月、仁木義長が幕政から失脚し、その後南朝方へ属する。細川清氏らが河内国赤坂城で楠木正儀軍を撃破する。

### 死去
- 2年7月、賢俊（享年59）
- 2年10月、文観（享年80）
- 3年4月、足利尊氏（享年54）
- 3年10月、新田義興
- 5年4月、洞院公賢
- 阿野廉子（後醍醐天皇妃、享年59）

## 西暦との対照表
※は小の月を示す。
| 延文元年（丙申） | 一月      | 二月  | 三月※ | 四月 | 五月※   | 六月※ | 七月  | 八月※   | 九月※ | 十月  | 十一月  | 十二月※ |           |
| 正平十一年       | 一月      | 二月  | 三月※ | 四月 | 五月※   | 六月※ | 七月  | 八月※   | 九月※ | 十月  | 十一月  | 十二月※ |           |
| ---------------- | --------- | ----- | ----- | ---- | ------- | ----- | ----- | ------- | ----- | ----- | ------- | ------- | --------- |
| ユリウス暦       | 1356/2/2  | 3/3   | 4/2   | 5/1  | 5/31    | 6/29  | 7/28  | 8/27    | 9/25  | 10/24 | 11/23   | 12/23   |           |
| 延文二年（丁酉） | 一月      | 二月  | 三月※ | 四月 | 五月※   | 六月  | 七月※ | 閏七月※ | 八月  | 九月  | 十月※   | 十一月  | 十二月※   |
| 正平十二年       | 一月      | 二月  | 三月※ | 四月 | 五月※   | 六月  | 七月※ | 閏七月※ | 八月  | 九月  | 十月※   | 十一月  | 十二月※   |
| ユリウス暦       | 1357/1/21 | 2/20  | 3/22  | 4/20 | 5/20    | 6/18  | 7/18  | 8/16    | 9/14  | 10/14 | 11/13   | 12/12   | 1358/1/11 |
| 延文三年（戊戌） | 一月      | 二月※ | 三月  | 四月 | 五月※   | 六月  | 七月※ | 八月    | 九月※ | 十月  | 十一月※ | 十二月  |           |
| 正平十三年       | 一月      | 二月※ | 三月  | 四月 | 五月※   | 六月  | 七月※ | 八月    | 九月※ | 十月  | 十一月※ | 十二月  |           |
| ユリウス暦       | 1358/2/9  | 3/11  | 4/9   | 5/9  | 6/8     | 7/7   | 8/6   | 9/4     | 10/4  | 11/2  | 12/2    | 12/31   |           |
| 延文四年（己亥） | 一月※     | 二月  | 三月※ | 四月 | 五月※   | 六月  | 七月※ | 八月    | 九月  | 十月※ | 十一月  | 十二月※ |           |
| 正平十四年       | 一月※     | 二月  | 三月※ | 四月 | 五月※   | 六月  | 七月※ | 八月    | 九月  | 十月※ | 十一月  | 十二月※ |           |
| ユリウス暦       | 1359/1/30 | 2/28  | 3/30  | 4/28 | 5/28    | 6/26  | 7/26  | 8/24    | 9/23  | 10/23 | 11/21   | 12/21   |           |
| 延文五年（庚子） | 一月      | 二月※ | 三月※ | 四月 | 閏四月※ | 五月  | 六月  | 七月※   | 八月  | 九月  | 十月※   | 十一月  | 十二月※   |
| 正平十五年       | 一月      | 二月※ | 三月※ | 四月 | 閏四月※ | 五月  | 六月  | 七月※   | 八月  | 九月  | 十月※   | 十一月  | 十二月※   |
| ユリウス暦       | 1360/1/19 | 2/18  | 3/18  | 4/16 | 5/16    | 6/14  | 7/14  | 8/13    | 9/11  | 10/11 | 11/10   | 12/9    | 1361/1/8  |
| 延文六年（辛丑） | 一月      | 二月※ | 三月※ | 四月 | 五月※   | 六月  | 七月※ | 八月    | 九月  | 十月※ | 十一月  | 十二月  |           |
| 正平十六年       | 一月      | 二月※ | 三月※ | 四月 | 五月※   | 六月  | 七月※ | 八月    | 九月  | 十月※ | 十一月  | 十二月  |           |
| ユリウス暦       | 1361/2/6  | 3/8   | 4/6   | 5/5  | 6/4     | 7/3   | 8/2   | 8/31    | 9/30  | 10/30 | 11/28   | 12/28   |           |